# Siekinieś
Siekinieś (ros. Секинесь) – wieś (sieło) w Rosji, w Tatarstanie, w rejonie mamadyskim. W 2010 liczyła 171 mieszkańców.